# Giovanni Lavaggi
Giovanni Gabriele Maria Lavaggi (Augusta, 18 febbraio 1958) è un ex pilota automobilistico italiano.
Di nobili origini siciliane, è nipote dell'aviatore Giovanni Lavaggi, perito il 7 agosto 1935 nell'incidente aereo in cui perse la vita il ministro dei lavori pubblici Luigi Razza, all'aeroporto El Almaza de Il Cairo.
Laureato in ingegneria meccanica al Politecnico di Milano, è anche progettista e costruttore della Lavaggi LS1, sport-prototipo della categoria LMP1.

## Carriera

### Esordi
Ha cominciato tardi la carriera di pilota agonistico, all'età di ventisei anni, quando ha potuto contare sul supporto di alcuni sponsor che egli stesso si era procurato, non disponendo di un patrimonio personale cospicuo, né di un manager.
Nei primi anni di carriera corse in numerose categorie a livello europeo (vincendo il titolo Interserie Div.1 nel 1993) e negli Stati Uniti (ove vinse la 24 Ore di Daytona al volante di una Porsche, primo italiano a riuscirci dopo Lorenzo Bandini con Ferrari nel 1967).

### Formula 1
Esordì in Formula 1 nel 1995, all'età di trentasette anni, con la Pacific con cui corse quattro Gran Premi senza concluderne alcuno, per l’inconsistenza e la fragilità della vettura.
Nel 1996 venne ingaggiato dalla Minardi per le ultime sei gare stagionali, in cui tuttavia mancò per tre volte la qualificazione, mentre nei restanti tre GP collezionò un ritiro, un 15º e un 10º posto, suo miglior risultato in una gara di F1 e secondo miglior risultato stagionale della squadra di Faenza.

### Attività successive
Conclusa l'esperienza in F1, Lavaggi ha proseguito la propria carriera di pilota in altre categorie, affiancandovi attività in campo tecnico e manageriale, con la costituzione di un proprio team. Schierò una Ferrari 333 SP nel Campionato del Mondo Prototipi, ottenendo alcuni podi e pole positions, e conquistando due prestigiose vittorie a Magny-Cours (1999)  e alla 1000 km di Monza (2001).
Nel 2004 ha iniziato il progetto di un proprio un prototipo per la nuova classe LMP1, e con questa vettura, denominata Lavaggi LS1 e terminata nel 2006, ha partecipato alla Le Mans Endurance Series fino al 2009, in coppia con Xavier Pompidou e Wolfgang Kaufmann.

## Risultati in Formula 1
| 1995 | Scuderia | Vettura |  |  |  |  |  |  |  |  |     |     |     |     |  |  |  |  |  | Punti | Pos. |
| ---- | -------- | ------- |  |  |  |  |  |  |  |  | --- | --- | --- | --- |  |  |  |  |  | ----- | ---- |
| 1995 | Pacific  | PR02    |  |  |  |  |  |  |  |  | Rit | Rit | Rit | Rit |  |  |  |  |  | 0     |      |

| 1996 | Scuderia | Vettura |  |  |  |  |  |  |  |  |  |  |    |    |    |     |    |    |  | Punti | Pos. |
| ---- | -------- | ------- |  |  |  |  |  |  |  |  |  |  | -- | -- | -- | --- | -- | -- |  | ----- | ---- |
| 1996 | Minardi  | M195B   |  |  |  |  |  |  |  |  |  |  | NQ | 10 | NQ | Rit | 15 | NQ |  | 0     |      |

| Legenda | 1º posto     | 2º posto | 3º posto    | A punti         | Senza punti/Non class.  | Grassetto – Pole position Corsivo – Giro più veloce |
| Legenda | Squalificato | Ritirato | Non partito | Non qualificato | Solo prove/Terzo pilota | Grassetto – Pole position Corsivo – Giro più veloce |